# Tanunda
Tanunda, miejscowość w stanie Australia Południowa położona ok. 70 km na północny wschód od Adelaide w Dolinie Barossa.  Nazwa miejscowości wywodzi się od aborygeńskiego słowa znaczącego "oczko wodne".  Założona w 1848, populacja obecnie 3500 mieszkańców.